# Джаватхан Даргоєвський
Джаватхан Даргоєвський (чеч. Джовтха; прим. 1800, Дарго, Ічкерія — 1842, там же) — чеченський полководець XIX століття, наїб і мудир Північно-Кавказького імамату, учасник Кавказької війни (1817—1859).

## Біографія
Уродженець села Дарго (нині у Веденському районі Чеченської Республіки). За походженням — чеченець із спільноти Нохчмахкахой. З 1840 року наїб Великої Чечні, і навіть деякий час наїб Шатоя (Шубутовське наїбство). 6 червня 1840 очолив розгром царських військ під Назранню, чим викликав повстання інгушів. У жовтні 1840 року брав участь у поході на Аваристан зі східного флангу. Помер від ран, отриманих в Ічкеринській битві — влітку 1842 року.